# Отношения Индии и Тувалу
Отношения Индии и Тувалу — двусторонние дипломатические отношения между Республикой Индия и Тувалу. Индия имеет верховную комиссию в Суве на Фиджи, одновременно аккредитованную на Тувалу, а Тувалу имеет почётное генеральное консульство в Нью-Дели.

## История
Тувалу является членом Форума тихоокеанских островов, официальным партнёром по диалогу которого является Индия. Дипломатические отношения между двумя государствами претерпели импульс, когда верховная комиссия Индии в Суве в мае 1990 года была закрыта и вновь открыта в марте 1999 года. В 2014 году двусторонние отношения между Индией и Тувалу активизировались в результате инициирования Форума сотрудничества Индии и тихоокеанских островов правительством премьер-министра Индии Нарендры Моди. 19 ноября 2014 года делегация Тувалу во главе с генерал-губернатором Иакобой Италели посетила первый саммит Форума сотрудничества Индии и тихоокеанских островов, состоявшийся в Суве на территории Фиджи.
В 2005 году Тувалу стало одним из 34 государств, выступивших соавторами резолюции G-4 о реформе Организации Объединённых Наций. Также Тувалу поддержало кандидатуру индийского дипломата Камалеша Шармы на выборах генерального секретаря Содружества наций, состоявшихся в ноябре 2007 года на территории угандийского города Кампала.
В 2010 году премьер-министр Тувалу Камута Латаси посетил Нью-Дели для участия в 20-й конференции спикеров Содружества наций в Нью-Дели, состоявшейся 4—8 января. 27 августа 2013 года министр иностранных дел Тувалу Таукелина Финикасо посетил Индию и открыл в Нью-Дели почётное генеральное консульство Тувалу. В октябре 2013 года министр образования, молодёжи и спорта Тувалу Фауоа Маани возглавил делегацию Тувалу для участия во втором заседании кооперации юг-юг в области прав детей в Азиатско-Тихоокеанском регионе, состоявшемся в Нью-Дели.
29 ноября 2013 года премьер-министр Тувалу Энеле Сопоага стал почётным гостем на организованном верховной комиссией Индии в Суве мероприятии «ITEC Day 2013». Также Сопоага возглавлял делегацию Тувалу 21 августа 2015 года для участия во 2-м саммите Форума сотрудничества Индии и тихоокеанских островов, состоявшемся в Джайпуре. В октябре 2015 года генерал-губернатор Тувалу Иакоба Италели возглавил делегацию страны для участия в 16-й международной конференции главных судей мира, состоявшейся в Лакхнау.
15 ноября 2016 года Индия и Тувалу вошли в число первых девятнадцати государств, присоединившихся к Международному солнечному альянсу, предложенному премьер-министром Индии Нарендрой Моди.

## Торговля
В 2015—2016 финансовых годах двусторонний товарооборот между Индией и Тувалу составил 700 000 долларов США, уменьшившись с 1,45 миллионов долларов США в предыдущих финансовых годах. В 2015—2016 годах Индия экспортировала в Тувалу товары на общую сумму 600 000 долларов США и импортировала на 100 000 долларов США. Экспорт кораблей, катеров и других плавучих судов из Тувалу в Индию увеличил индийский импорт из Тувалу до 1,42 миллиона долларов США. Основными товарами, экспортируемыми Индией в Тувалу, являются табак, сахар и кондитерские изделия.
На 2-м саммите Форума сотрудничества Индии и тихоокеанских островов Нарендра Моди объявил, что торговое отделение Форума сотрудничества Индии и тихоокеанских островов будет открыто в штаб-квартире Федерации торгово-промышленных палат Индии в Нью-Дели. Торговое отделение, названное бизнес-акселератором Форума сотрудничества Индии и тихоокеанских островов, было официально открыт 7 сентября 2015 года. Конфедерация промышленности Индии также создала специальное отделение в своей штаб-квартире в Нью-Дели, специализирующееся на расширении торговли с островными государствами Тихого океана.

## Культура
На Тувалу существует небольшая индийская община, состоящая в основном из фиджи-индийцев.

## Иностранная помощь
В 2006 году Индия объявила, что будет ежегодно предоставлять грант в размере 100 000 долларов США на встрече партнёров по диалогу Форума тихоокеанских островов каждому из 14 островных государств Тихого океана, включая Тувалу. С 2009 года сумма была увеличена до 125 000 долларов США ежегодно. Тувалу использовало гранты для закупок компьютеров, лекарств и медицинского оборудования для единственной в стране больницы принцессы Маргарет, расположенной на Фунафути. В феврале 2012 года Индия пожертвовала 100 000 долларов на строительство объектов для хранения воды и снабжения ею после сильной засухи в Тувалу. В 2012 году Индия подарила Тувалу две бензопилы, а в марте 2013 года выделила для государства средства на закупку газонокосилок.
На первом саммите Форума сотрудничества Индии и тихоокеанских островов 19 ноября 2014 года премьер-министр Индии Нарендра Моди объявил о многочисленных шагах, которые Индия предпримет для улучшения отношений с островными государствами Тихого океана, включая Тувалу, таких как смягчение визовой политики, увеличение безвозмездной помощи островным государствам Тихого океана до 200 000 долларов США каждомк ежегодно, а также ряд мер по стимулированию двусторонней торговли и помощи в развитии островных государств Тихого океана. В сентябре 2014 года Индией для Тувалу были предоставлены средства на приобретение новой машины скорой помощи для больницы принцессы Маргарет, а в октябре 2014 года — на приобретение медицинского оборудования для неё. Также Индия выделила для Тувалу средства на приобретение стоматологического оборудования в больницу и канцелярского оборудования для общинной церкви «Лофеагаи».
Помимо этого, тувалуанцы имеют право на получение стипендий в рамках Индийской программы технического и экономического сотрудничества и Совета по культурным отношениям Индии. Также дипломаты Тувалу посещали специальный учебный курс для дипломатов из островных государств Тихого океана, организованный индийским Институтом дипломатической службы и проведённый в фиджийском городе Нанди.